# Villabáscones de Bezana
Villabáscones de Bezana es una localidad y una entidad local menor situadas en la provincia de Burgos, comunidad autónoma de Castilla y León (España), comarca de Las Merindades, partido judicial de Villarcayo, ayuntamiento de Valle de Valdebezana.

## Geografía
En el valle de Valdebezana; a 44 km de Sedano, antigua cabeza de partido, y a 88 de Burgos. La línea de autobús Burgos-Arija tienen parada a 4 km en Soncillo.
El valle del río de la Gándara encajado en un potente banco de margas y calizas de uno de los extremos del anticlinal de Leva y que forma una serie de cascadas escalonadas que reciben el nombre Las Pisas. Enclave paisajístico espectacular y poco conocido, con interesante hayedo sobre calizas mezclado con robles avellanos y acebos.

## Situación administrativa
En las elecciones locales de 2007 correspondientes a esta entidad local menor concurrieron tres candidaturas: José Fernando Lucas González (PSOE), Ramón Martínez Cuenca (Iniciativa Merindades de Castilla) y Faustino González Sáiz (PP).

## Demografía
En el censo de 1950 contaba con 149 habitantes, reducidos a 5 en 2015

## Historia
A mediados del siglo XIV la localidad estaba encuadrada en la merindad de Aguilar de Campoo y según el Libro Becerro de las Behetrías era lugar de behetría. Pasó a formar parte después del Valle de Val de Bezana, perteneciente al partido de Laredo, jurisdicción de señorío ejercida por Don Pedro Hontañón de Porras, quien nombraba su regidor pedáneo.
A la caída del Antiguo Régimen queda agregado al ayuntamiento constitucional de Valle de Valdebezana , en el partido de Sedano perteneciente a la región de Castilla la Vieja.

## Fiestas y costumbres
El 12 de agosto, festividad de San Macario y San Julián los pueblos del valle de Valdebezana celebran desde 1997 una romería municipal que pretende su hermanamiento.

## Patrimonio
- Iglesia de Santa Águeda: Pequeño templo rural levantado principalmente entre los siglos XV y XVI pero que conserva de su predecesora románica la portada y algunos canecillos, elementos ambos fechables en los últimos momentos del estilo, posiblemente dentro del primer cuarto del siglo XIII.[4] En el año 2005 fue incluida en el Plan de Intervención del Románico Norte de la Antigua Merindad de Aguilar de Campoo, procediéndose a su restauración integral en el año 2007.

## Parroquia
Iglesia católica de San Esteban Protomártir , dependiente de la parroquia de Soncillo en el Arcipestrazgo de Merindades de Castilla la Vieja, diócesis de Burgos